# Herbarius du Pseudo-Apulée

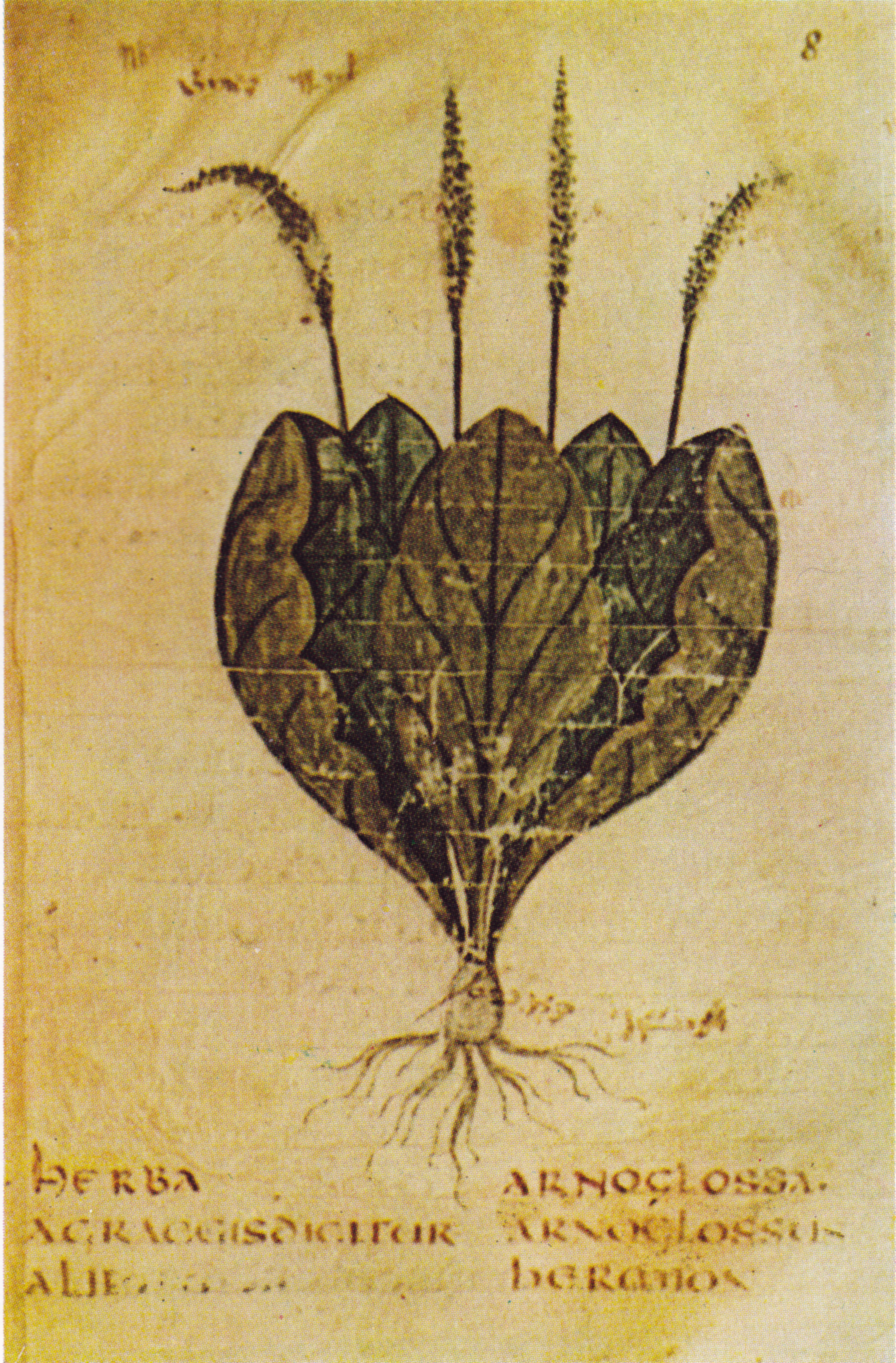
Herba Arnoglossa, illustration d'un manuscrit du VIe siècle (Leiden, Universitätsbibliothek MS. Q 9 fol 20r)

L’Herbarius du Pseudo-Apulée, (Herbarius Apulei), est un herbier artificiel d'origine latine, compilé au IVe siècle. Il passe en revue 131 plantes en indiquant les différents noms que l'on leur donne selon les régions, la façon de les cueillir, les zones où on les trouve et les usages médicinaux que l'on peut en faire.

## Histoire

### Auteur
L'œuvre a longtemps été attribuée à Apulée (de Madaure), philosophe et écrivain romain platonicien et intéressé par la magie, comme de nombreux manuscrits en font mention : 
- Apulei Platonis (Londres, British Library, Add ms 8928, f.28r)
- Apuleius Plato (Londres, British Library, Coton Vitellius C III, f.19r)
- Apuleius Platonicus Madaurensis (Londres, British Library, Harley ms 4986, f.1r)
- Apuleius Platonis (Paris, BNF, Latin 6862, f.22v)

Cependant, les historiens sont arrivés à la conclusion qu'Apulée n'en était pas l'auteur, que l'on désigne désormais de « Pseudo-Apulée ».
Des recherches récentes, ont démontré qu'en réalité, deux auteurs ont participé à la rédaction de l'Herbarius : le premier au IVe siècle, et le second entre le Ve et le VIIe siècle. Le second aurait ajouté la préface, un nombre considérable de synonymes pour chaque plante, et quelques remèdes.

### Diffusion et copies
Cet ouvrage a connu une importante diffusion en Europe et au Proche-Orient, traduit, copié et recopié par des générations de scribes jusqu'à l'invention de l'imprimerie. Le manuscrit le plus ancien date du VIe siècle et est conservé à Leyde. La Bibliothèque nationale de France en conserve une copie du IXe siècle, mais il s'en trouve dans beaucoup de bibliothèques. Au total, on dénombre une soixantaine de manuscrits copiés entre le VIe et le XVe siècle.
L'Herbarius a aussi connu une traduction en vieil anglais, datée de la fin du Xe siècle. Certains remèdes sont adaptés aux ingrédients insulaires, et pourraient dénoter d'un usage effectif de cet herbier.
Autour de 1481 parut sous les presses de Johannes Philippus de Lignamine sa première version imprimée, ce qui en fit le tout premier herbier totalement illustré imprimé.

#### Stemma codicum
Les chercheurs Ernst Howald et Henry Sigerist ont comparé autant de manuscrits qu’ils ont pu en trouver et sont arrivés à la conclusion que le stemma de l'Herbarius se décomposait en trois branches, qu’ils nommèrent α, β et γ :
- Les manuscrits de classe α seraient les plus proches de l’original, et la plupart de leurs représentants auraient été copiés entre les VIIe et VIIIe siècles.
- Les manuscrits de classe β auraient les plus belles illustrations, le plus de représentants mais un texte insatisfaisant, et la classe se divise elle-même rapidement en plusieurs branches.
- La classe γ comporte le moins de manuscrits, mais le Leyden Voss. Q.9 qui en fait partie est le plus ancien manuscrit que nous ayons conservé (7èmesiècle). Charles Singer a comparé cette classe à d’anciens papyrus et, selon lui, la classe γ apparaît la plus proche de ces reliquats antiques[7].

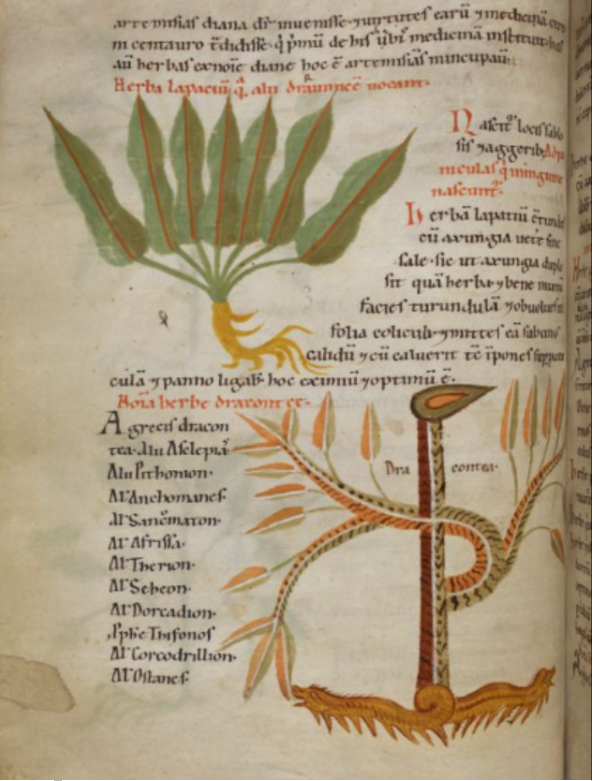
Harley ms 4986, folio 7v, herba lapatium (patience crépue) et herba dracontea (serpentaire). Le texte s'adapte aux illustrations.

## Contenu
L’Herbarius débute par une préface, suivie d'environ cent trente notices (le nombre varie d'un manuscrit à l'autre).
Chaque entrée suit une structure stéréotypée, claire et efficace. Elle débute par le nom censé être le plus commun de la plante, souvent mis en relief (par des lettres capitales ou de l’encre rouge dans les manuscrits). Suit une liste de synonymes, puis une description succincte de l’habitat de la plante, et très rarement de son apparence. Enfin, le préambule se complète assez souvent par des instructions de cueillette.
Chaque notice porte ensuite sur les remèdes que l'on peut concevoir avec la plante. Ps-Apulée indique d’abord le mal à soigner (par exemple ad luxum) avant de donner des instructions quant à l’utilisation du simple dont il est question, des mixtures à préparer, des amulettes à fabriquer, des ingrédients à réunir, parfois des incantations à prononcer, sans jamais déroger à cette structure en diptyque.
Enfin, nombre de manuscrits donnent une illustration pour chaque plante, parfois en pleine page, parfois en marge.

### Index
Chapitres tels que transcrits dans l'édition de Howald et Sigerist :
| Chap. | Titre                       | Espèces                                                                                           |
| ----- | --------------------------- | ------------------------------------------------------------------------------------------------- |
| 1     | herba plantago              | Plantago major, Plantago lanceolata                                                               |
| 2     | herba quinquefolium         | Potentilla reptans                                                                                |
| 3     | herba verbenaca             | Verbena officinalis                                                                               |
| 4     | herba simfoniaca            | Hyoscyamus niger, Hyoscyamus albus                                                                |
| 5     | herba viperina              | Polygonum bistorta                                                                                |
| 6     | herba veneria               | Acorus calamus, Iris pseudacorus                                                                  |
| 7     | herba pedeleonis            | Alchemilla vulgaris, Leontice leontopetalum                                                       |
| 8     | herba scelerata             | Ranunculus sceleratus, Ranunculus sardous                                                         |
| 9     | herba botracion statice     | Ranunculus acer, Ranunculus bilbosus                                                              |
| 10    | herba artemisia monoclonos  | Artemisia vulgaris, Artemisia arborescens                                                         |
| 11    | herba artemisia tagantes    | Artemisia dracunculus, Tanacetum vulgare                                                          |
| 12    | herba artemisia leptofillos | Artemisia pontica, Artemisia campestris                                                           |
| 13    | herba lapatium              | Rumex obtusifolius                                                                                |
| 14    | herba dracontea             | Dracunculus vulgaris                                                                              |
| 15    | herba priapiscus            | Orchis mascula                                                                                    |
| 16    | herba gentiana              | Gentiana lutea, Gentiana amarella, Gentiana purpurea                                              |
| 17    | herba orbicularis           | Cyclamen hederifolium, Cyclamen purpurascens, Cyclamen graecum                                    |
| 18    | herba proserpinaca          | Polygonum aviculare                                                                               |
| 19    | herba aristolochia          | Aristolochia clematitis, Aristolochia rotunda                                                     |
| 20    | herba nasturcium            | Lepidium sativum                                                                                  |
| 21    | herba hieribulbum           | Colchicum autumnale                                                                               |
| 22    | herba apollinaris           | Convallaria maialis                                                                               |
| 23    | herba camemelon             | Anthemis nobilis, Matricaria chamomilla, Tanacetum parthenium                                     |
| 24    | herba camedris              | Teucrium chamaedrys, Teucrium lucidum                                                             |
| 25    | herba camellea              | Dipsacus silvester, Dipsacus fullonum, Daphne oleoides                                            |
| 26    | herba camepitis             | Ajuga chamaepitys                                                                                 |
| 27    | herba camedafne             | Ranunculus ficaria, Ruscus hypophyllum                                                            |
| 28    | herba ostriago              | Viburnum lantana, Rubia peregrina                                                                 |
| 29    | herba brittanica            | Cochlearia anglica, Rumex hydrolapathum, Rumex aquaticus                                          |
| 30    | herba lactuca silvatica     | Lactuca scariola                                                                                  |
| 31    | herba argimonia             | Agrimonia eupatoria                                                                               |
| 32    | herba asfodilus             | Asphodelus ramosus                                                                                |
| 33    | herba lapatium acutum       | Rumex acetosa, Rumex crispus                                                                      |
| 34    | herba centauria maior       | Blackstonia perfoliata, Centaurea centaurium                                                      |
| 35    | herba centauria minor       | Centaurium umbellatum, Erythraea centaurium                                                       |
| 36    | herba personacia            | Arctium lappa                                                                                     |
| 37    | herba fraga                 | Fragaria vesca                                                                                    |
| 38    | herba ibiscum               | Althaea officinalis, Malva arborea                                                                |
| 39    | herba equiseta              | Equisetum sp.                                                                                     |
| 40    | herba malva erratica        | Malva silvestris                                                                                  |
| 41    | herba bovis lingua          | Cynoglossum officinale, Lycopsis arvensis, Anchusa italica, Anchusa officinalis, Anchusa undulata |
| 42    | herba scilla                | Drimia maritima                                                                                   |
| 43    | herba cotuledon             | Umbilicus rupestris                                                                               |
| 44    | herba gallicrus             | Panicum crus-galli, Digitaria sanguinalis                                                         |
| 45    | herba marrubium             | Marrubium vulgare, Marrubium creticum                                                             |
| 46    | herba xifion                | Sparganium emersum, Gladiolus segetum                                                             |
| 47    | herba callitricum           | Callitriche verna, Asplenium trichomanes, Adiantum capillus-veneris                               |
| 48    | herba molu                  | Leucojum aestivum, Allium nigrum                                                                  |
| 49    | herba heliotropia           | Hypochoeris glabra, Heliotropium europaeum, Heliotropium villosum, Heliotropium supinum           |
| 50    | herba grias                 | Rubia tinctorum, Polygonatum odoratum                                                             |
| 51    | herba politricum            | Trifolium procumbens, Asplenium trichomanes                                                       |
| 52    | herba astula regia          | Asperula odorata, Salvia sclarea                                                                  |
| 53    | herba papaver silvaticum    | Papaver somniferum                                                                                |
| 54    | herba oenante               | Oenanthe pimpinellifolia, Filipendula vulgaris, Filipendula ulmaria                               |
| 55    | herba narcissus             | Campanula trachelium, Narcissus sp.                                                               |
| 56    | herba splenion              | Asplenium ceterach, Phyllitis scolopendrium                                                       |
| 57    | herba polion                | Teucrium scorodonia, Teucrium polium                                                              |
| 58    | herba victoriola            | Ruscus aculeatus, Ruscus hypoglossum                                                              |
| 59    | herba confirma              | Symphytum officinale                                                                              |
| 60    | herba asterion              | Stellaria media, Aster amellus                                                                    |
| 61    | herba leporis pes           | Trifolium arvense, Trifolium lagopus                                                              |
| 62    | herba diptamnum             | Dictamnus albus, Origanum dictamnus                                                               |
| 63    | herba solago maior          | Calendula officinalis, Heliotropium europaeum, Heliotropium villosum, Heliotropium supinum        |
| 64    | herba solago minor          | Croton tinctorium, Chrozophora tinctoria                                                          |
| 65    | herba peonia                | Paeonia officinalis, Paeonia corallina                                                            |
| 66    | herba peristereon           | Aquilegia vulgaris, Lycopus europaeus, Lycopus exaltatus                                          |
| 67    | herba brionia               | Bryonia dioica, Tamus communis                                                                    |
| 68    | herba nimfea                | Nymphaea alba, Nymphaea heraclia                                                                  |
| 69    | herba crision               | Trifolium pratense, Carduus tenuifolius, Carduus pycnocephalus                                    |
| 70    | herba isatis                | Isatis tinctoria                                                                                  |
| 71    | herba scordeon              | Teucrium scordium                                                                                 |
| 72    | herba verbascum             | Verbascum thapsus                                                                                 |
| 73    | herba heraclea              | Centaurea calcitrapa, Sideritis romana                                                            |
| 74    | herba celidonia             | Chelidonium majus                                                                                 |
| 75    | herba solata                | Atropa belladonna, Solanum nigrum, Solanum dulcamara                                              |
| 76    | herba senecion              | Senecio vulgaris                                                                                  |
| 77    | herba filix                 | Filix sp., Dryopteris filix-mas                                                                   |
| 78    | herba gramen                | Agropyrum repens, Cynodon dactylum                                                                |
| 79    | herba gladiolum             | Iris pseudacorus                                                                                  |
| 80    | herba rosmarinum            | Rosmarinus officinalis                                                                            |
| 81    | herba pastinaca silvatica   | Daucus carota, Pastinaca sativa                                                                   |
| 82    | herba perdicalis            | Parietaria officinalis                                                                            |
| 83    | herba mercurialis           | Mercurialis perennis, Mercurialis annua, Sinapis arvensis                                         |
| 84    | herba radiolum              | Polypodium vulgare                                                                                |
| 85    | herba sparagus agrestis     | Anthriscus silvestris, Asparagus acutifolius, Asparagus tenuifolius, Asparagus aphyllus           |
| 86    | herba sabina                | Juniperus sabina                                                                                  |
| 87    | herba canis cerebrum        | Misopates orontium                                                                                |
| 88    | herba rubus                 | Rubus fruticosus                                                                                  |
| 89    | herba millefolium           | Achillea millefolium                                                                              |
| 90    | herba ruta hortensis        | Ruta graveolens                                                                                   |
| 91    | herba mentastrum            | Mentha longifolia, Calamintha sp.                                                                 |
| 92    | herba ebulum                | Sambucus ebulus                                                                                   |
| 93    | herba puleium               | Mentha pulegium                                                                                   |
| 94    | herba nepeta montana        | Nepeta cataria, Mentha silvestris                                                                 |
| 95    | herba peucedanum            | Peucedanum officinale                                                                             |
| 96    | herba innula campana        | Inula helenium                                                                                    |
| 97    | herba lingua canis          | Plantago lanceolata, Cynoglossum creticum, Cynoglossum officinale                                 |
| 98    | herba saxifraga             | Saxifraga granulata, Pimpinella saxifraga                                                         |
| 99    | herba hedera nigra          | Glechoma hederaceum, Hedera helix                                                                 |
| 100   | herba serpullum             | Thymus serpyllum                                                                                  |
| 101   | herba absintium             | Artemisia absinthium                                                                              |
| 102   | herba salvia                | Salvia officinalis                                                                                |
| 103   | herba coriandrum            | Coriandrum sativum                                                                                |
| 104   | herba portulaca             | Portulaca oleracea                                                                                |
| 105   | herba cerefolium            | Anthriscus cerefolium                                                                             |
| 106   | herba sisimbrium            | Mentha aquatica, Mentha silvestris, Mentha viridis                                                |
| 107   | herba olisatrum             | Smyrnium olusatrum                                                                                |
| 108   | herba lilium                | Lilium candidum                                                                                   |
| 109   | herba titimallus            | Euphorbia sp.                                                                                     |
| 110   | herba cardus silvaticus     | Sonchus oleraceus, Atractylis gummifera, Cardopatium corymbosum                                   |
| 111   | herba lupinum montanum      | Lupinus sp.                                                                                       |
| 112   | herba latirida              | Daphne laureola, Daphne gnidium                                                                   |
| 113   | herba lactuca leporina      | Lactuca virosa, Chondrilla juncea                                                                 |
| 114   | herba cucumis silvaticus    | Ecballium elaterium                                                                               |
| 115   | herba cannabis silvatica    | Althaea cannabina                                                                                 |
| 116   | herba ruta silvatica        | Ruta montana, Ruta chalepensis                                                                    |
| 117   | herba septefolium           | Potentilla tormentilla, Potentilla heptaphylla                                                    |
| 118   | herba ocimum                | Calamintha clinopodium, Viscum album, Ocimum basilicum                                            |
| 119   | herba apium                 | Apium graveolens                                                                                  |
| 120   | herba hedera crisocantes    | Hedera helix, Hedera chrysocarpa                                                                  |
| 121   | herba menta                 | Mentha arvensis                                                                                   |
| 122   | herba anetum                | Anethum graveolens                                                                                |
| 123   | herba origanus              | Origanum sp.                                                                                      |
| 124   | herba sempervivum           | Sempervivum tectorum, Sempervivum arboreum                                                        |
| 125   | herba feniculum             | Foeniculum vulgare                                                                                |
| 126   | herba erifion               | Galega officinalis                                                                                |
| 127   | herba simfitum album        | Symphytum officinale, Symphytum bulbosum                                                          |
| 128   | herba petroselinum          | Petroselinum crispum                                                                              |
| 129   | herba brassica silvatica    | Cynanchum acutum, Marsdenia erecta                                                                |
| 130   | herba basilisca             | Ocimum basilicum?                                                                                 |
| 131   | herba mandragora            | Mandragora officinarum                                                                            |

## Illustrations

Copie du VIe siècle conservée à Leyde (Ms. Voss. Q9)
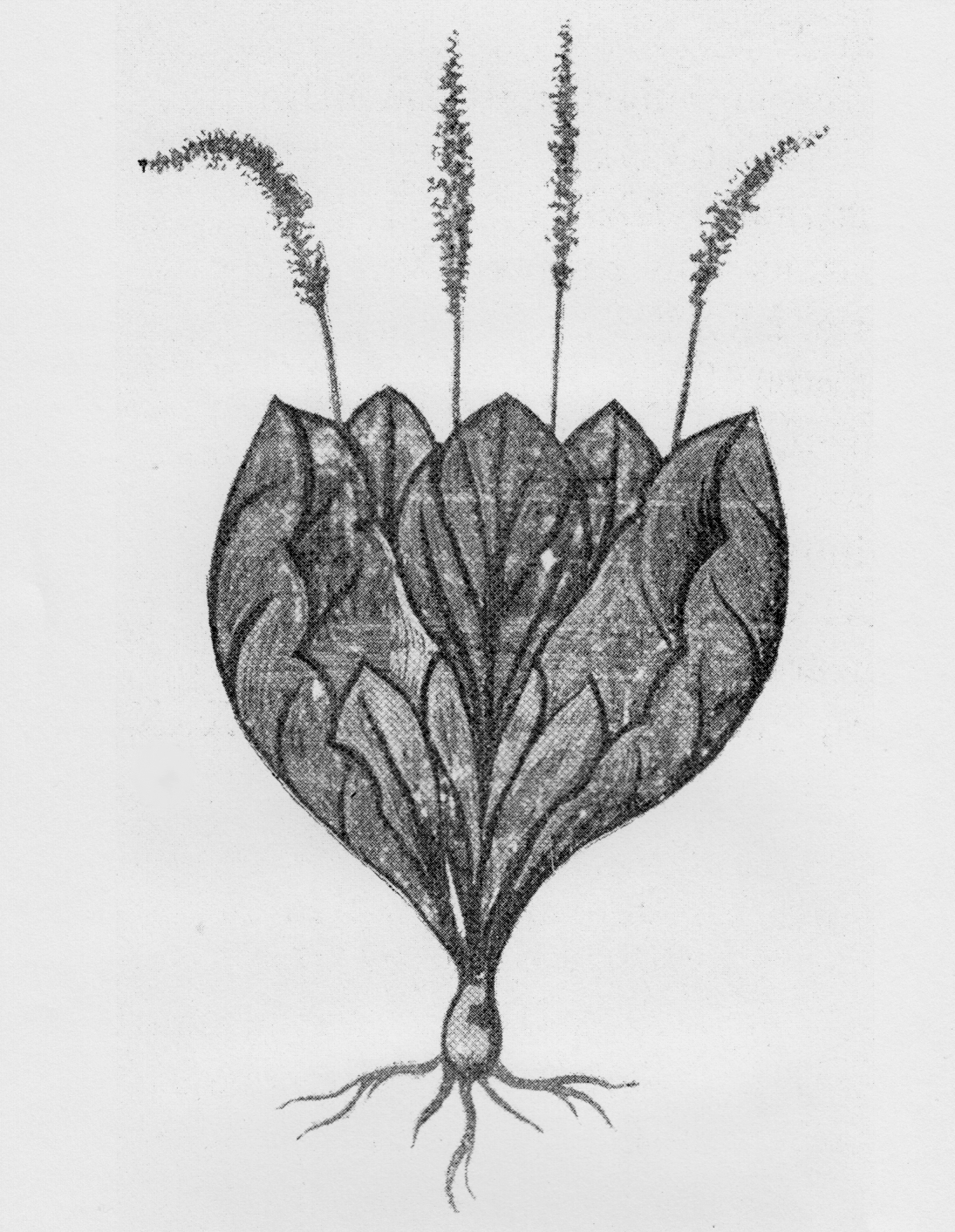
Plantago.
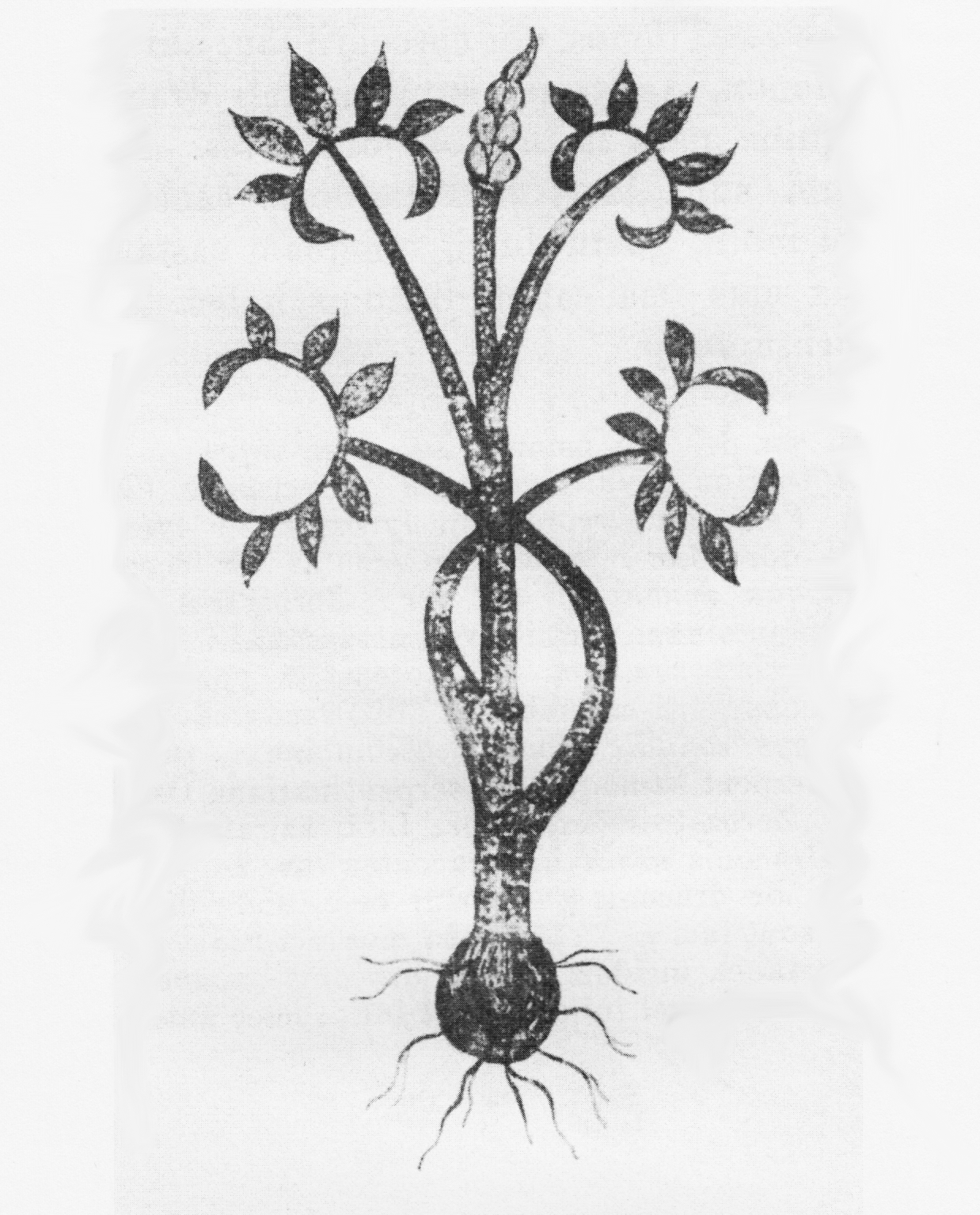
Dracontea.
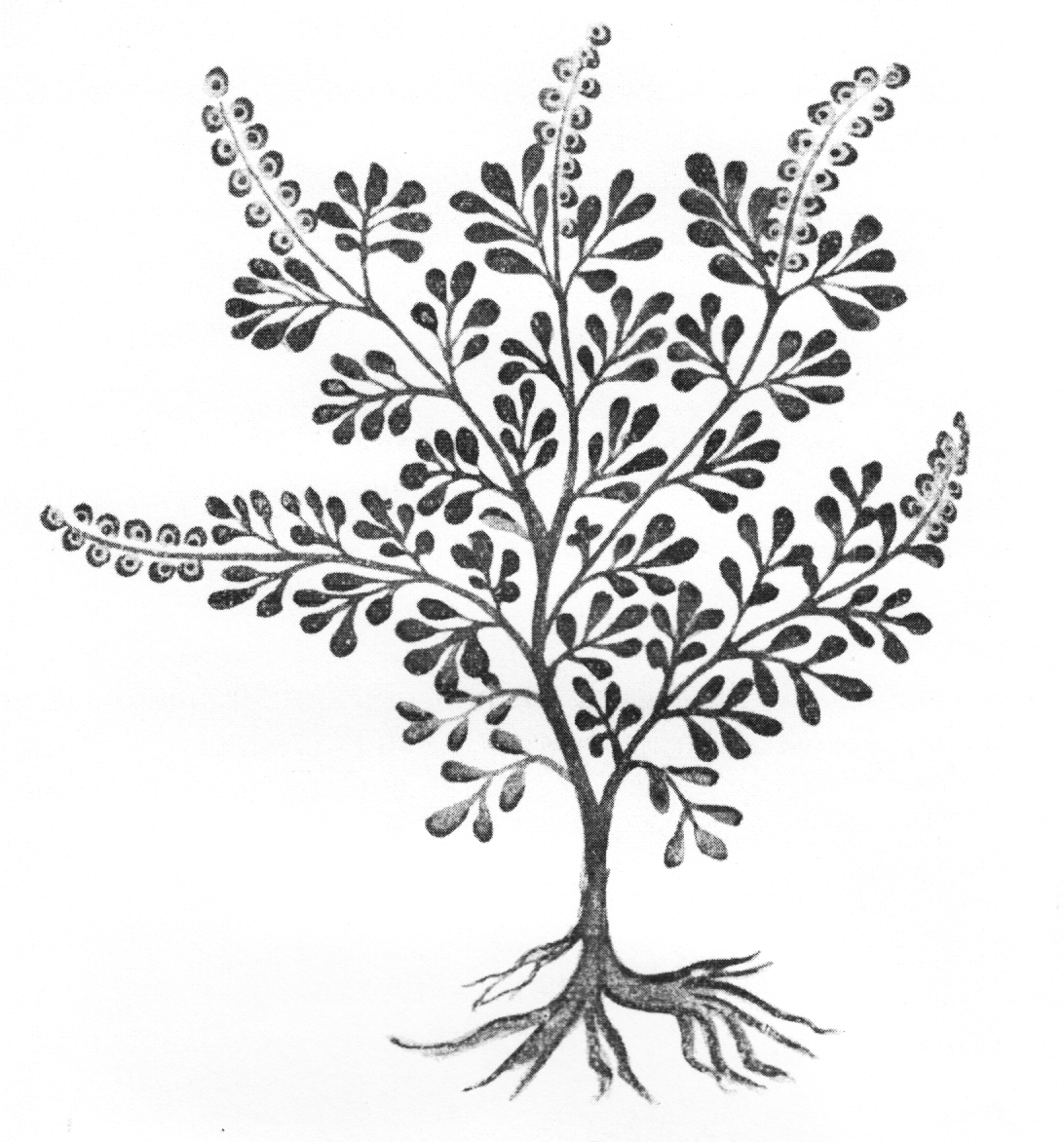
Ruta hortensis.
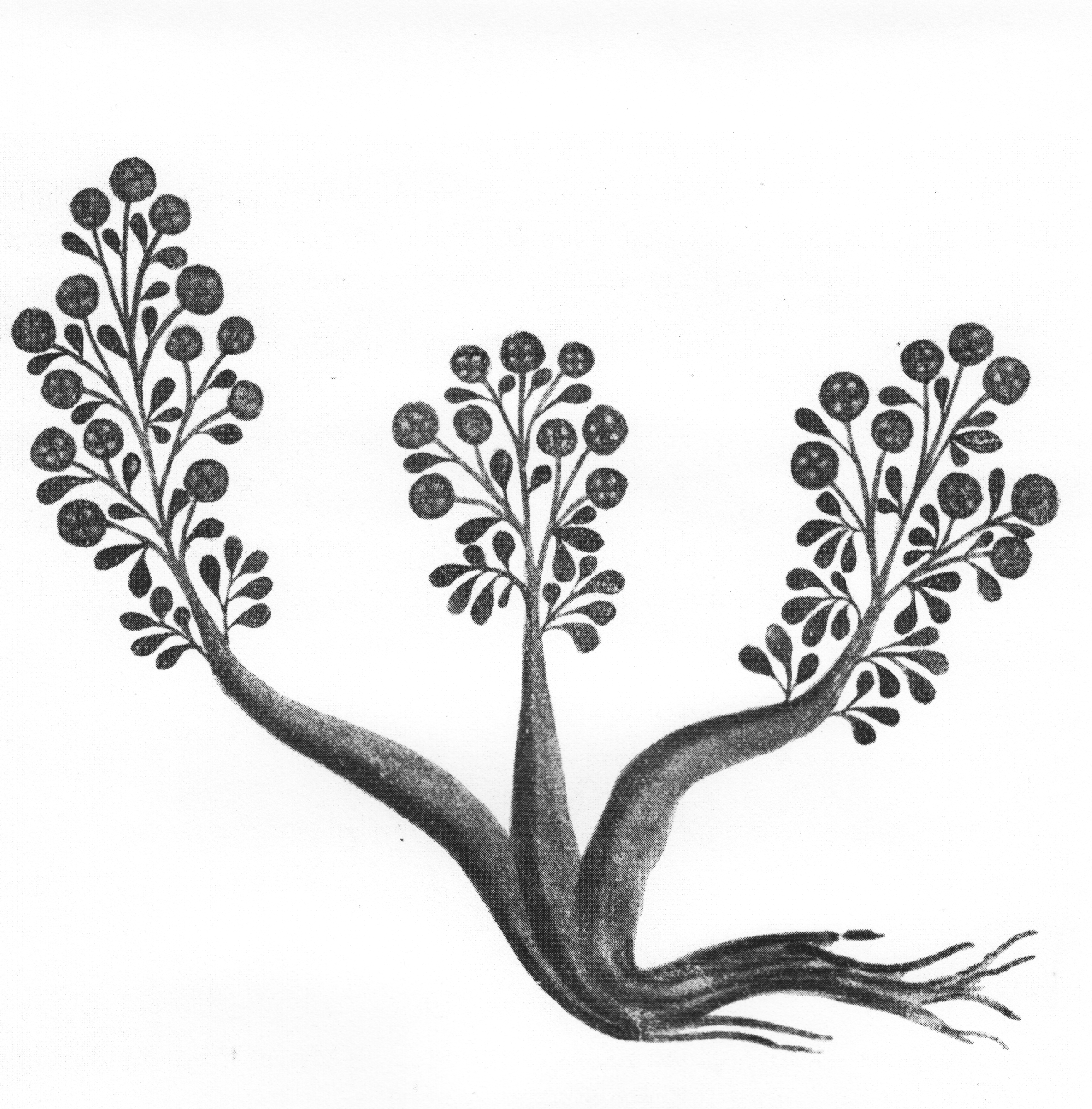
Ruta silvatica, Piganum agrium.
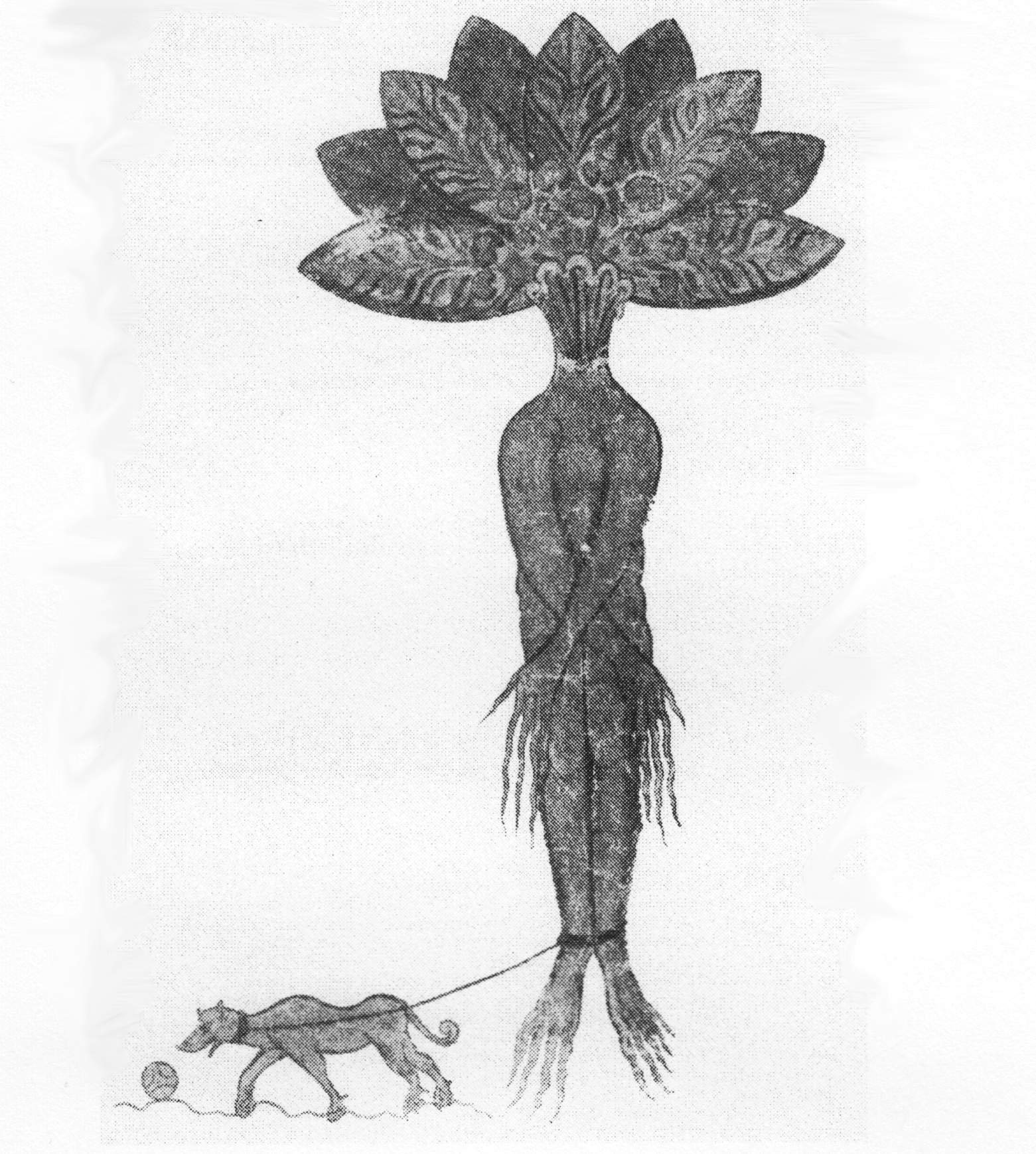
Mandragora.

Copie du XIIIe siècle conservée à Vienne (Ms. Cod. Vind. 93.)
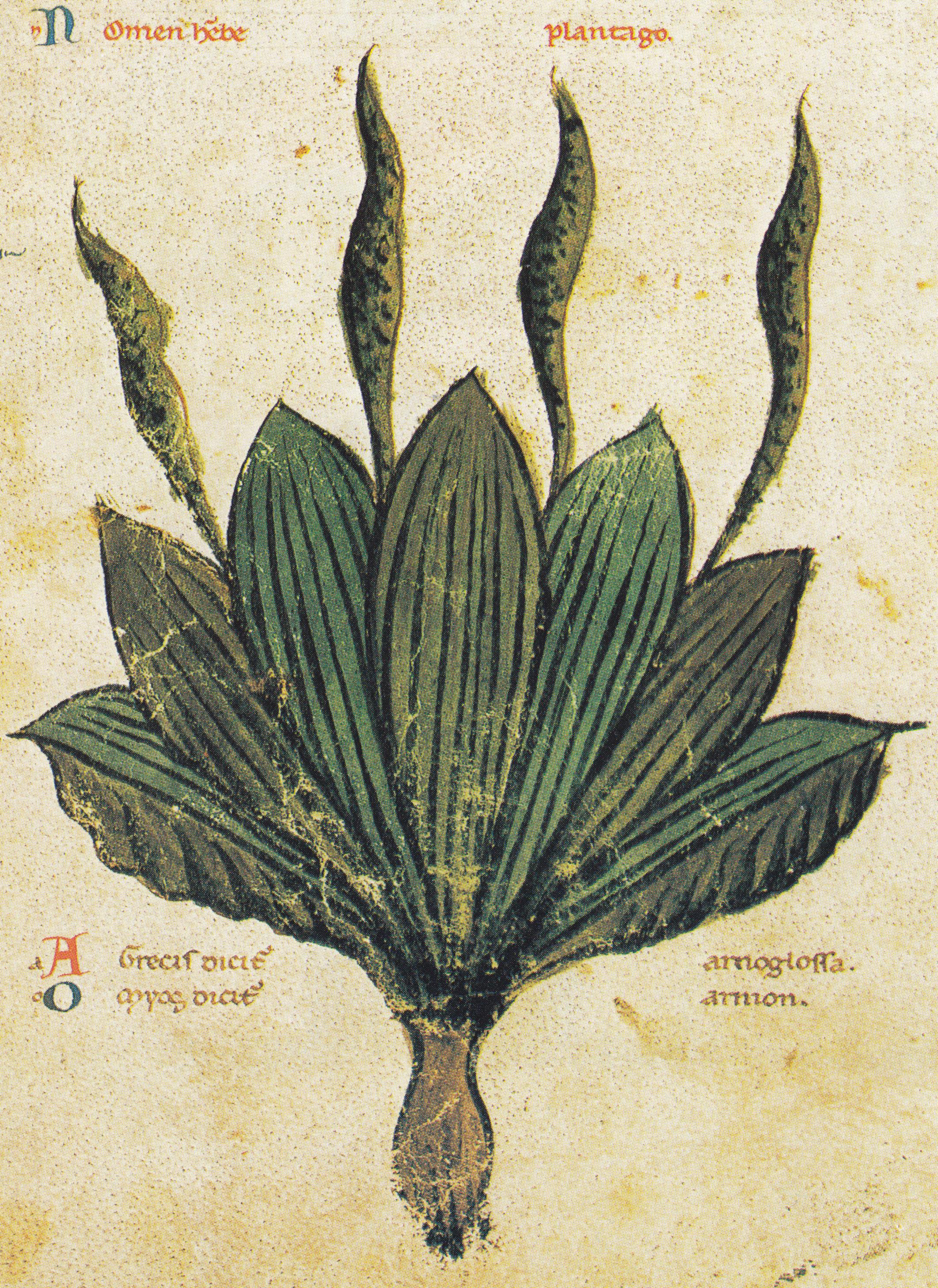
Plantago.
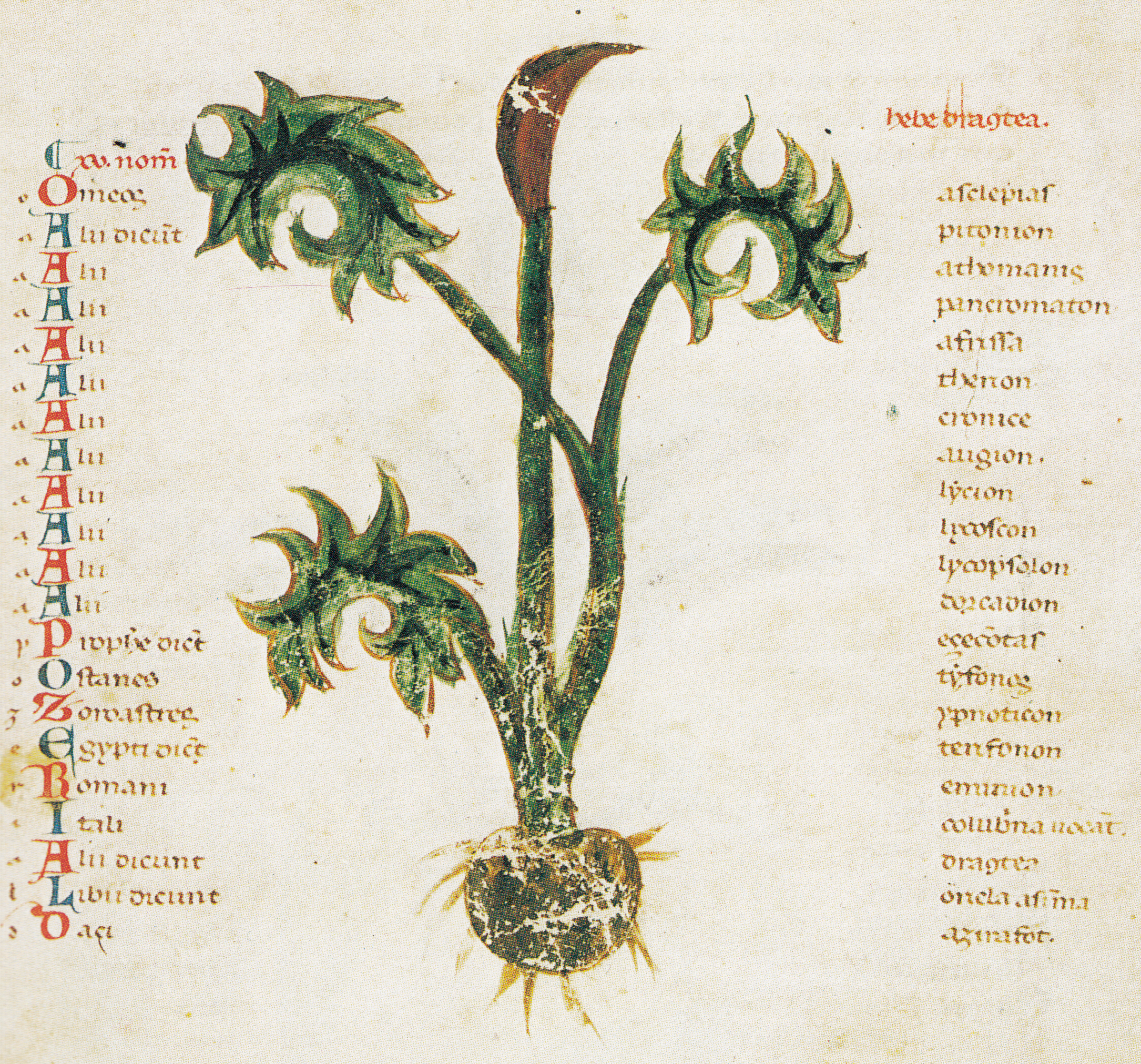
Drag[on]tea.
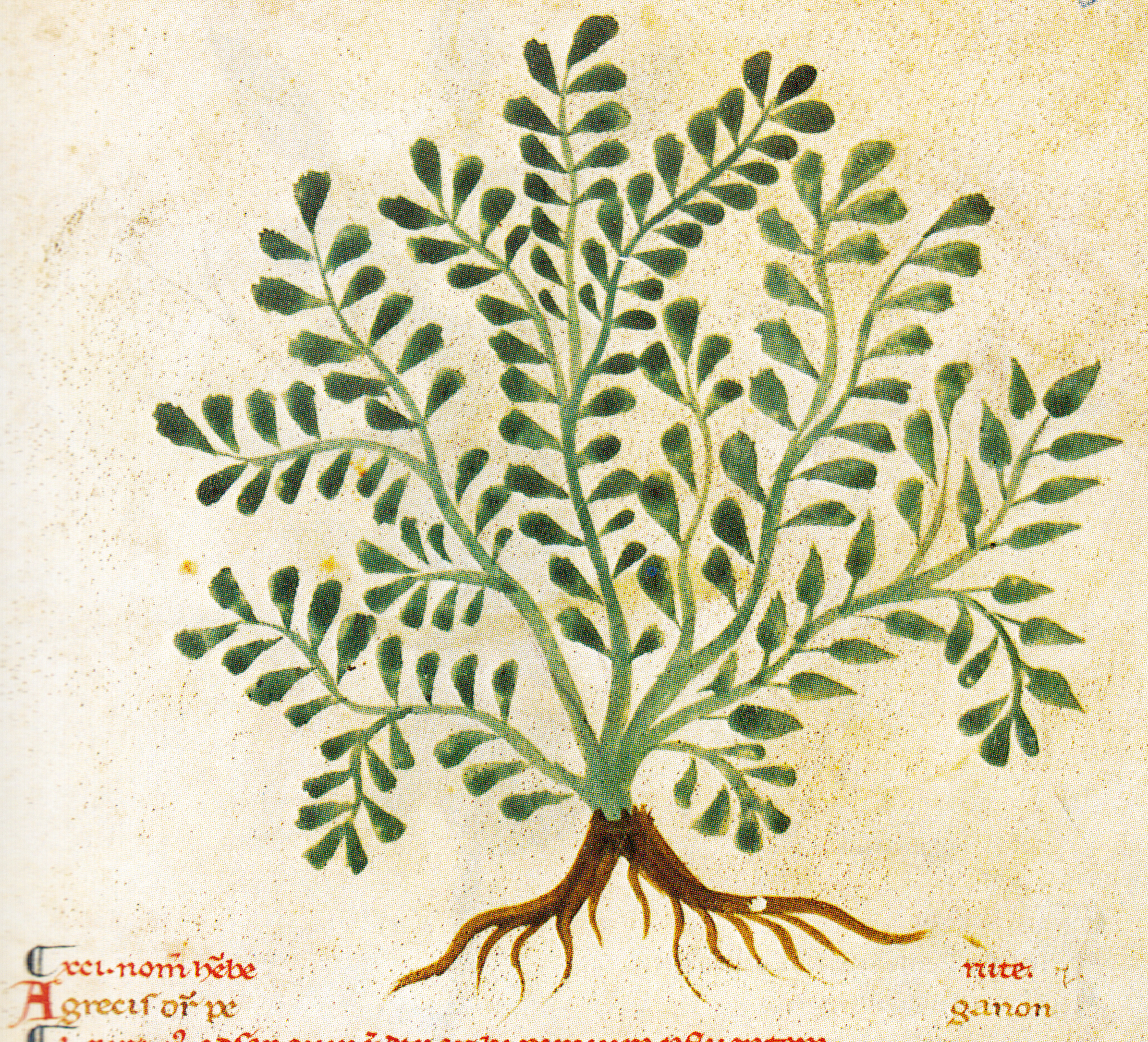
Ruta, Peganon.
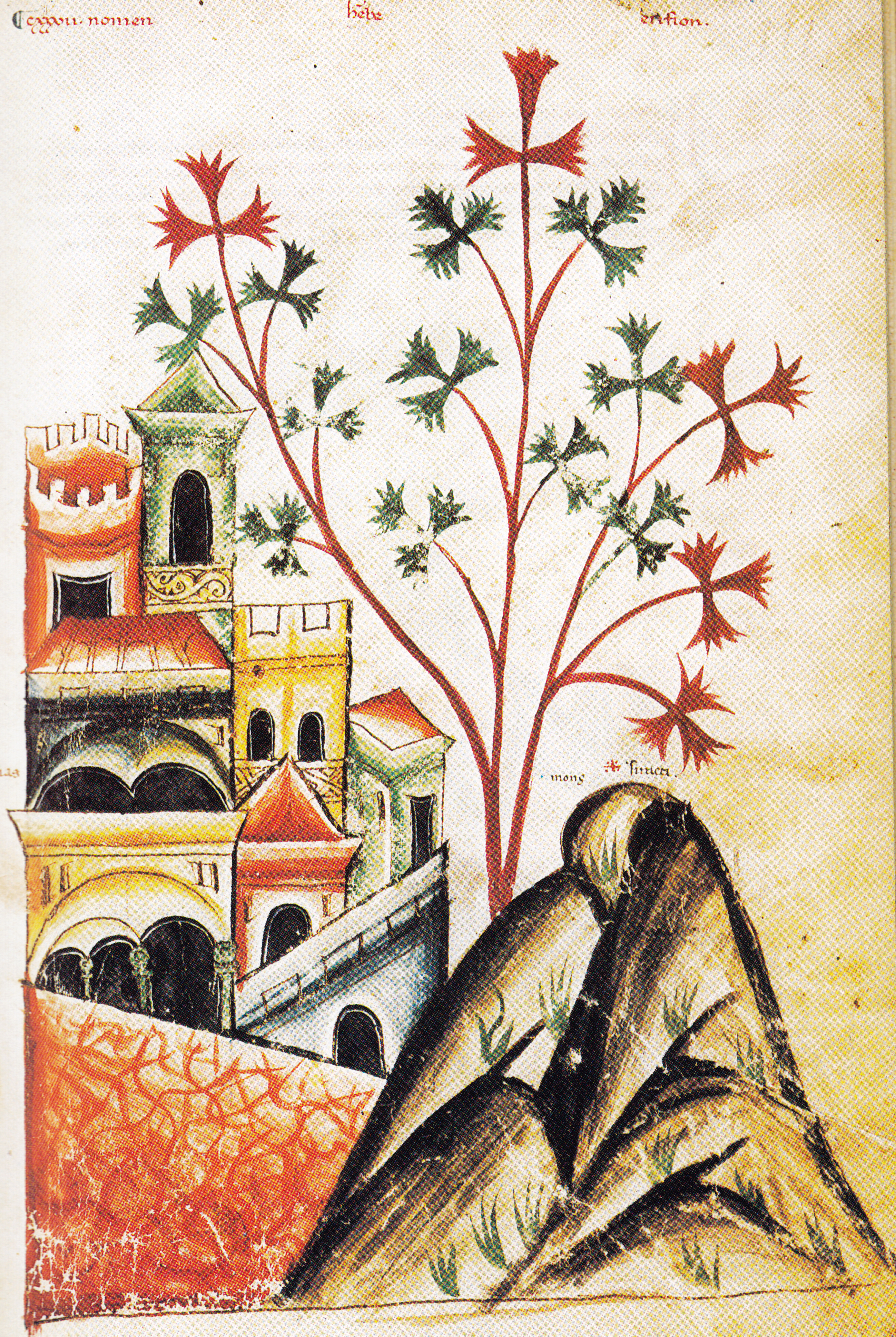
Erifion.
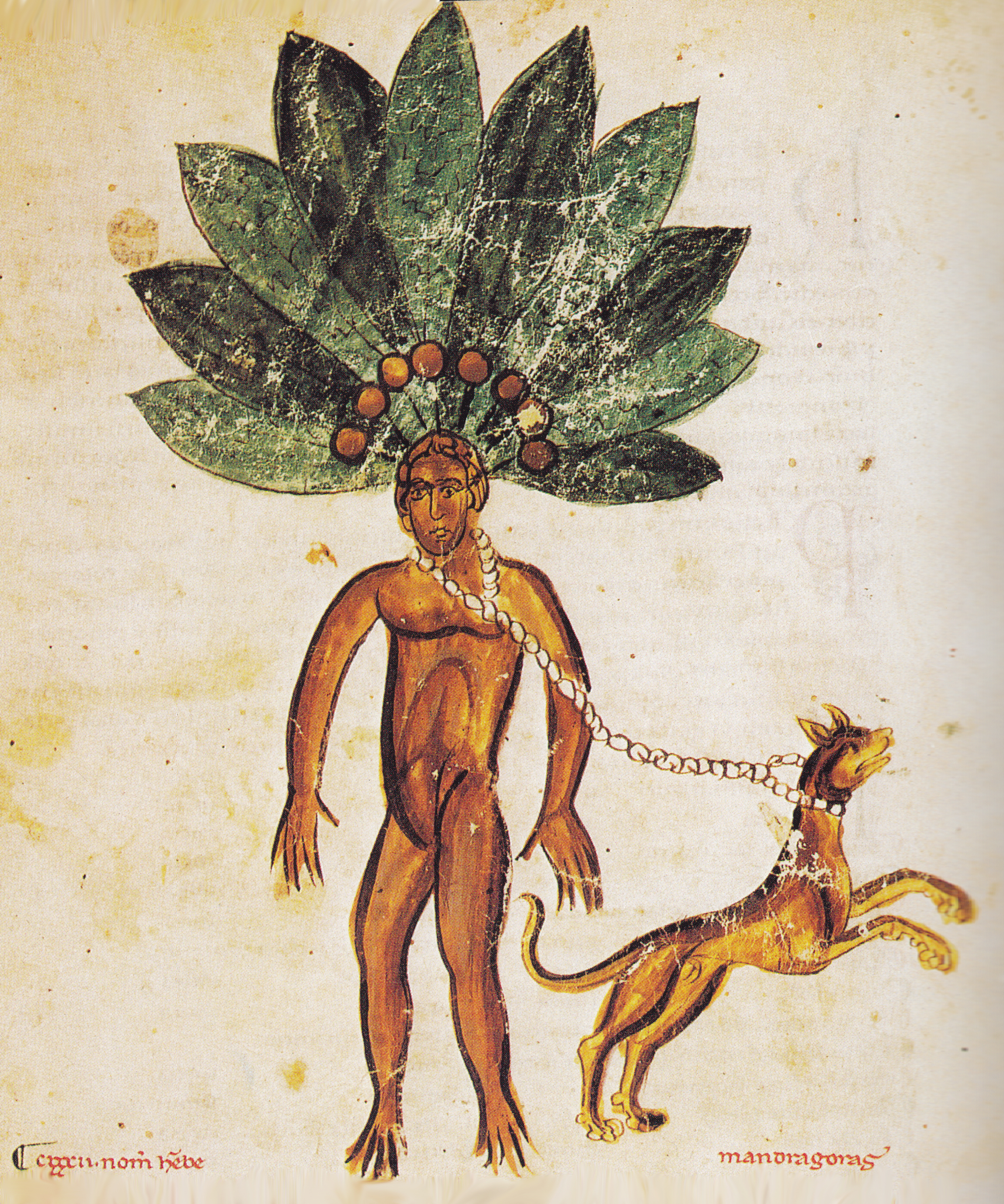
Mandragora.

### Manuscrits numérisés
- Londres, British Library, Add, ms. 8928, [voir en ligne]
- Londres, British Library, Coton Vitellius, ms. C III, [voir en ligne]
- Londres, British Library, Harley ms. 4986, [voir en ligne]
- Paris, BNF, Latin, ms. 6862, [voir en ligne]
- Montpellier, BU, section médecine, ms. H277, (XVe), [voir en ligne]
- Paris, Bibliothèque de l'Arsenal, ms. 1031, (XVe), [voir en ligne]

### Editions modernes
- 1888 : Hermann Koebert (ed.), De Pseudo-Apulei Herbarum Medicaminibus, 1888, Université Louis-Maximilien, Munich, 60p.
- 1927 : HOWALD Ernest, SIGERIST Henry (éd.). Antonii Musæ De herba vettonica liber. Pseudo-Apulei Herbarius. Anonymi De taxone liber. Sexti Placiti Liber medicinæ ex animalibus, 1927, Teubner (Corpus Medicorum Latinorum IV), Leipzig et Berlin
- 1984 : VRIEND, Hubert Jan de (éd.). The old english herbarium and medicina de quadrupedibus, 1984, Early English text society, Oxford, 403 p.
- 2018 : PRADEL-BAQUERRE, Mylène (éd.). Herbier, précédé du Traité sur la bétoine d’Antonius Musa. D’après le manuscrit H277, 2018, Classiques Garnier, Paris, 530 p.